# Dorfkirche Coppanz

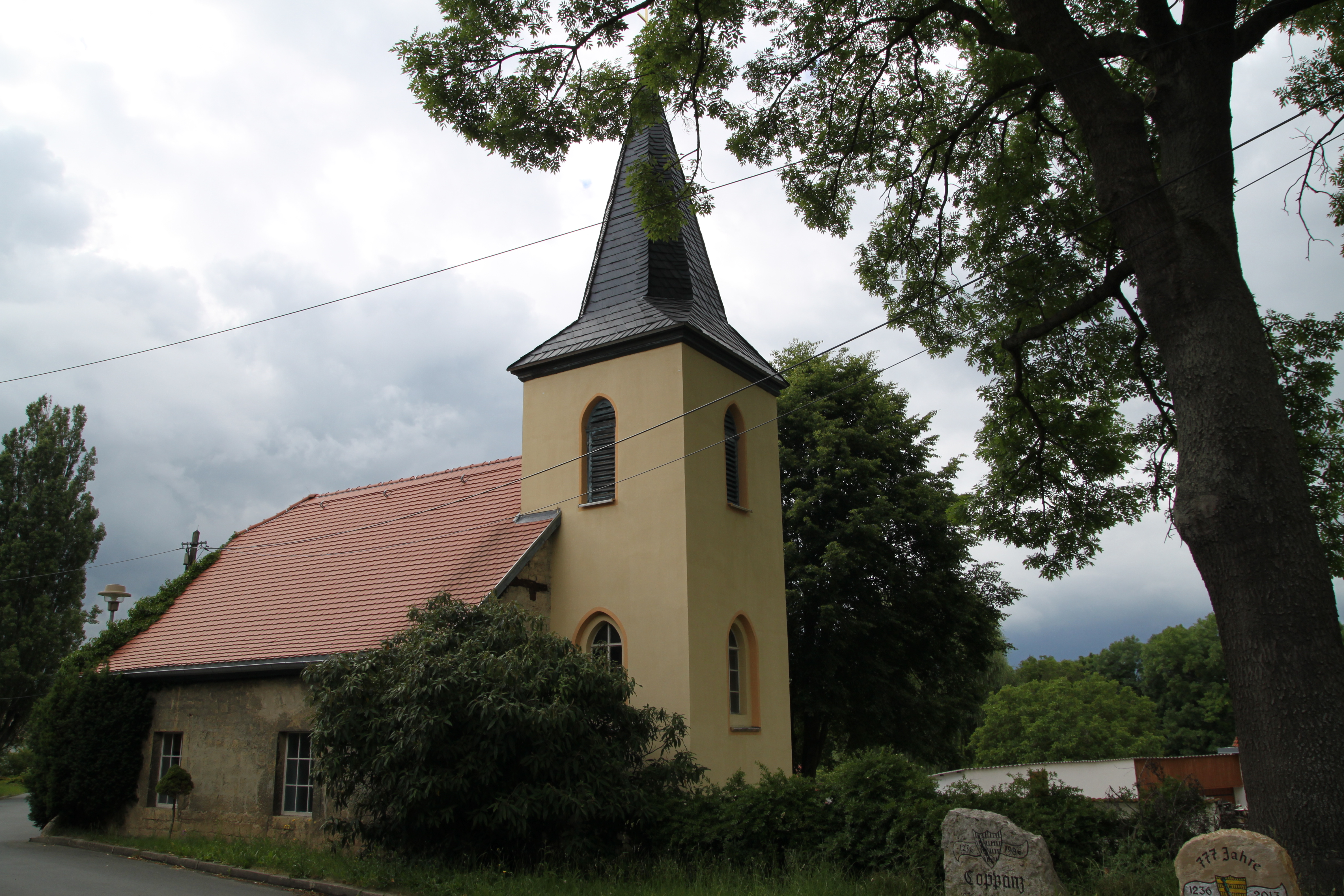
Dorfkirche in Coppanz, Straßenansicht

Die Dorfkirche Coppanz steht im Ortsteil Coppanz der Gemeinde Bucha im Saale-Holzland-Kreis in Thüringen. Sie gehört zum Kirchspiel Magdala/Bucha im Kirchenkreis Jena der Evangelischen Kirche in Mitteldeutschland.

## Lage
Sie steht zentral im Ortsteil.

## Geschichte
1812 erfolgte der Bau der Kirche, weil das Dorf 1446–1451 zerstört wurde und dann über 200 Jahre wüst lag. Erst im Jahr 1723 genehmigte Herzog Ernst August den Wiederaufbau. Es  waren Ammerbacher, die das Dorf wieder besiedelten. Schließlich erfolgte dann der Kirchenbau.

## Architektur
Die Kirche besitzt ein einschiffiges Langhaus mit einer Holzdecke und einem rechteckigen Chor mit Chorturm.